# Gomphocalyx herniarioides
Gomphocalyx herniarioides är en måreväxtart som beskrevs av John Gilbert Baker. Gomphocalyx herniarioides ingår i släktet Gomphocalyx och familjen måreväxter. Inga underarter finns listade i Catalogue of Life.